# 法務官 (日本軍)
法務官（ほうむかん）は、旧大日本帝国陸軍及び海軍で司法権の行使に当った法曹資格を有する文官（1942年以後は武官）である。
1942年（昭和17年）以降の最高位は陸軍法務中将、海軍法務中将。

## 概要
法務官は、陸軍省及び海軍省の法務局や各師団・鎮守府等に附設された軍法会議に専従して法務を司る文官（軍属）であった。法務官は高等文官試験司法科（現在の司法試験）に合格し司法官試補となった者より選考を行い、研修期間である法務官試補を経て法務官に任命された。原則として軍法会議における裁判官の内1名と検察官及び予審官は法務官が任命されており、裁判官と同様に終身官として身分保証がされていた。

## 歴史

### 前史
1883年（明治16年）に制定された陸軍治罪法（海軍治罪法は翌年）では、法律の素人である軍人に軍法会議の法的補助を行う文官として理事（海軍では主理）が制定された。しかし、理事では軍法会議の審理に参画することが出来ず、制約も大きかった。

### 軍法会議法の成立
1922年（大正10年）施行の陸軍軍法会議法・海軍軍法会議法が制定されたことによって、軍法会議に専従する文官として法律面で補佐する法務官が勅令によって新たに制定された。軍法会議法によって法務官は軍法会議内で裁判官や検察官の役割が付与され、一般の裁判官同様身分保障がなされるなど組織内で立場が上がった。これは軍の統帥権に対して司法権の独立がより明瞭になり、法的安定性が増したことを示している。また、1937年（昭和12年）の日中戦争の勃発による戦線の拡大により、外地で開廷される軍法会議の数と審理数が増えていった。

### 武官制の移行
太平洋戦争が勃発する直前の1941年（昭和16年）から終戦の1945年（昭和20年）まで、毎年軍法会議法が改正され続けた。特に1942年（昭和17年）の改正では、軍の統帥を理由にこれまで文官であった法務官は武官たる陸軍法務部将校・海軍法務科士官と従来の文官身分から武官身分へと変更され、司法権の独立について定めた条項が審判への不干渉を定めたもの以外は全て削除された。
法務官の武官制移行には、当時の法務官からも賛否両論があり、陸軍省法務局のナンバー2であった沖源三郎陸軍法務官は同僚にアンケートをとるなど反対運動を試みたが、戦争遂行における統帥権の下に司法権を組み込むことによって司法判断にも統帥の要求を通しやすくしようと法務官の武官制移行を推進していた武藤章軍務局長に、当時の法務局長が同調していたため頓挫したと回顧している。反対に軍組織の中では文官である法務官の意見が軽視されやすいことから「軍人」となることで軍の暴走を止めることができるとして武官制移行を肯定的に見る法務官もいた。
また、海軍では武官制移行に併せて、海軍将校相当官現役期間特例（昭和17年勅令第332号）によって、短期現役士官制度から法務科士官になることも認められた。

### 司法官の消滅
その後、終戦によって軍が事実上消滅したことによって、復員が終わっていない外地を除いて軍法会議が有名無実化した。勅令によって軍法会議は第一・第二復員裁判所と名称が変わり、翌年には復員裁判所と軍法会議法は正式に廃止された。続いて1947年（昭和22年）には勅令によって軍刑法も廃止されたことにより日本の軍事司法制度は完全に消滅する。法務官は法曹資格を有していたため軍の解体後も法曹界で活躍する者が多かった。

## 司法官の地位
法務官は、軍の中では高等官という高い地位にはあったが、文官であるために他の軍人と比べて一段低い扱いをされることが多かった。また、文官であるため軍装も普通とは異なり、軍帽の鉢巻部分・襟章・肩章等は白色であったために一般市民に奇異の目で見られることや、治安の悪い宿泊地へ行っても武器の携帯は許されなかった。
また、北博昭は陸軍省における法務局の存在を、歩兵騎兵など戦闘兵科や憲兵など戦闘支援兵科とも異なる支援勤務機関と称すべき地味な部局だったと評している。

## 著名な法務官

### 陸軍法務官
- 志水小一郎 - 陸軍省法務局長。貴族院勅選議員。
- 岡村畯児 - 最終階級は陸軍法務中将。南方軍法務部長。
- 松本倭文雄 - 最終階級は陸軍法務中将。 関東軍法務部長。
- 小川關治郎 - 第10軍法務部長。甘粕事件、二・二六事件に関する軍法会議において立会法務官を務めた。
- 匂坂春平 - 最終階級は陸軍法務中将。五・一五事件、二・二六事件に関する軍法会議において主席検察官を務めた。
- 渋川玄耳 - 法務官辞職後、新聞記者、随筆家、俳人。
- 大山文雄 - 最終階級は陸軍法務中将。陸軍省法務局長、初代岡山県井原市長。
- 色川幸太郎 - 最終階級は陸軍法務中尉。戦前からリベラル派の弁護士として労働事件等で活躍。戦後弁護士に戻り、のち最高裁判所判事。
- 宮崎梧一 - 最終階級は陸軍法務中尉。戦後、弁護士を経て最高裁判所判事。
- 寺田治郎 - 最終階級は陸軍法務大尉。戦後、裁判官を経て第10代最高裁判所長官。

### 海軍法務官
- 小森沢長政 - 海軍省司法局長。初期海軍の法制度確立に努めた。
- 内田重成 - 最終階級は海軍法務中将。海軍省司法局長。
- 尾畑義純 - 最終階級は海軍法務中将。海軍省司法局長。

- 栗栖弘臣 - 最終階級は海軍法務大尉。戦後、陸上自衛官、統合幕僚会議議長たる陸将。
- 大橋進 - 最終階級は海軍法務中尉。戦後、裁判官、弁護士を経て最高裁判所判事。
- 島谷六郎 - 最終階級は海軍法務大尉。戦後、弁護士を経て最高裁判所判事。
- 矢口洪一 - 最終階級は海軍法務大尉。戦後、裁判官を経て第11代最高裁判所長官。
- 長島敦 - 最終階級は海軍法務大尉。戦後、検事、大学教授を経て最高裁判所判事。
- 坂上壽夫 - 最終階級は海軍法務大尉。戦後、弁護士を経て最高裁判所判事。
- 奥野久之 - 最終階級は海軍法務大尉。戦後、弁護士を経て最高裁判所判事。
- 羽田野忠文 - 最終階級は海軍法務大尉。戦後、衆議院議員4期。
- 井上正治 - 最終階級は海軍法務大尉。戦後、九州大学・広島大学・名城大学教授、九州大学法学部長。